# Production du thé

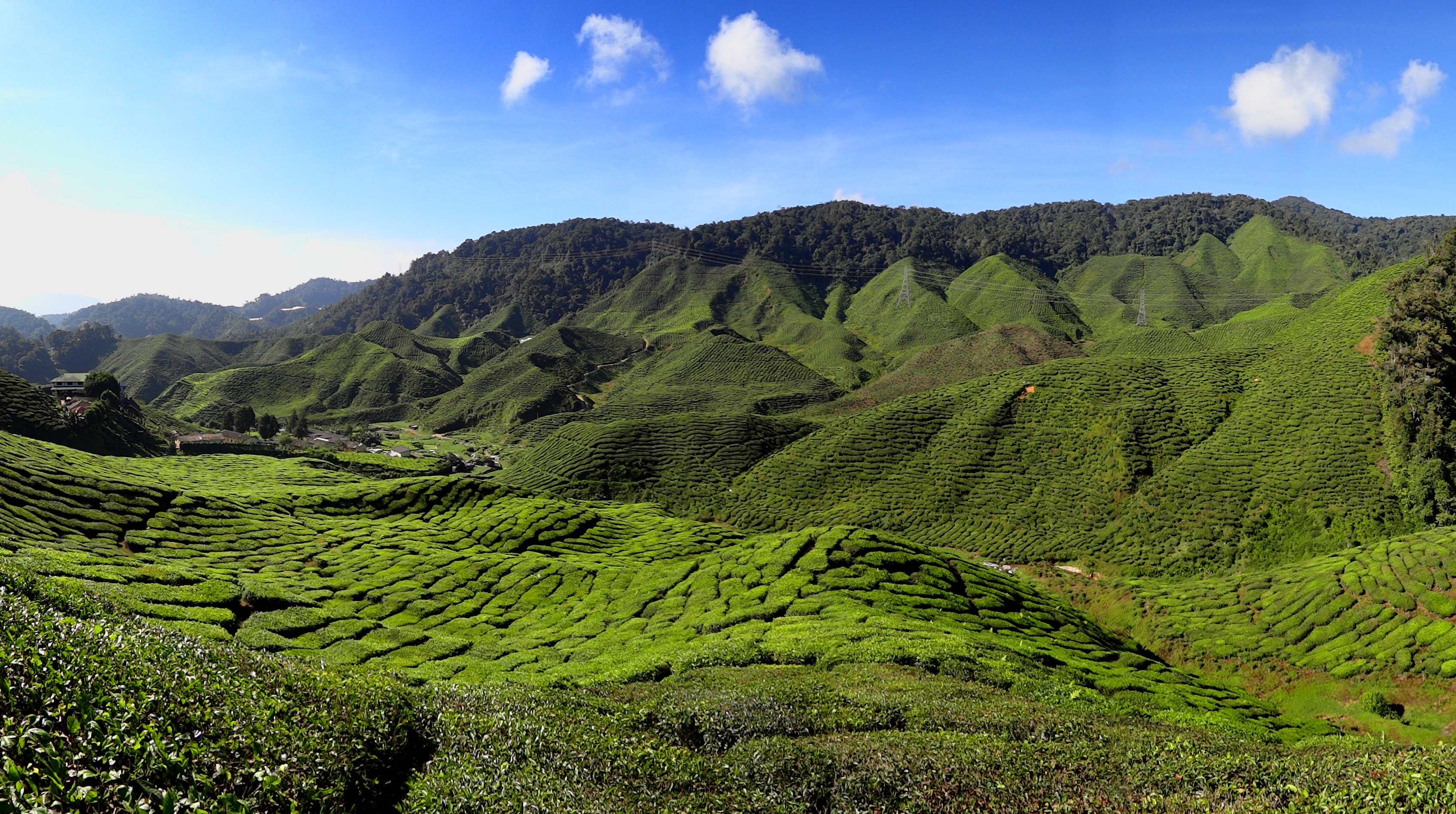
Plantations de thé dans les montagnes Cameron en Malaisie.

La production du thé correspond à toutes les étapes, agricoles, artisanales et industrielles, de la naissance de la plante de théier à la vente d'un thé en vrac ou en sachet à destination du consommateur ou du préparateur du thé. Elle comporte l'entretien des plantations de thé, la cueillette des feuilles, le flétrissage, la dessiccation, l'oxydation, le roulage, le séchage, le triage, la cuisson et parfois une étape d'aromatisation à l'aide de fleurs ou d'huiles essentielles.

## Plantations

### Climat
Le théier (Camellia sinensis), appelé parfois improprement « thé » qui désigne l'infusion de ses feuilles, est une espèce d'arbustes de la famille des Théacées. Il est originaire d'Extrême-Orient et pousse principalement dans les climats tropicaux et subtropicaux mais aussi en climats tempérés chauds. Certaines de ses variétés peuvent également tolérer les climats océaniques. Les plantations de théiers ne peuvent pas être cultivés dans les régions où les précipitations annuelles sont inférieures à 1 150 millimètres à moins d'avoir une bonne humidité atmosphérique et 6 000 millimètres est le maximum.
Beaucoup de théiers sont cultivés en altitude : les plants y croissent plus lentement, mais le thé obtenu a un meilleur gout.

### Culture

Pousses de théiers et méthodes de cueillette

Les pieds plantés en rangées serrées sont taillés pour ne pas dépasser un mètre de hauteur afin de faciliter la cueillette et parce que les plants plus petits ont plus de jeunes branches. En effet, plus les feuilles cueillies sont âgées, moins le thé sera chargé en arômes et alcaloïdes donc de moins bonne qualité. Sans taille régulière, un plant de thé peut atteindre jusqu'à 16 mètres de haut.

### Récolte

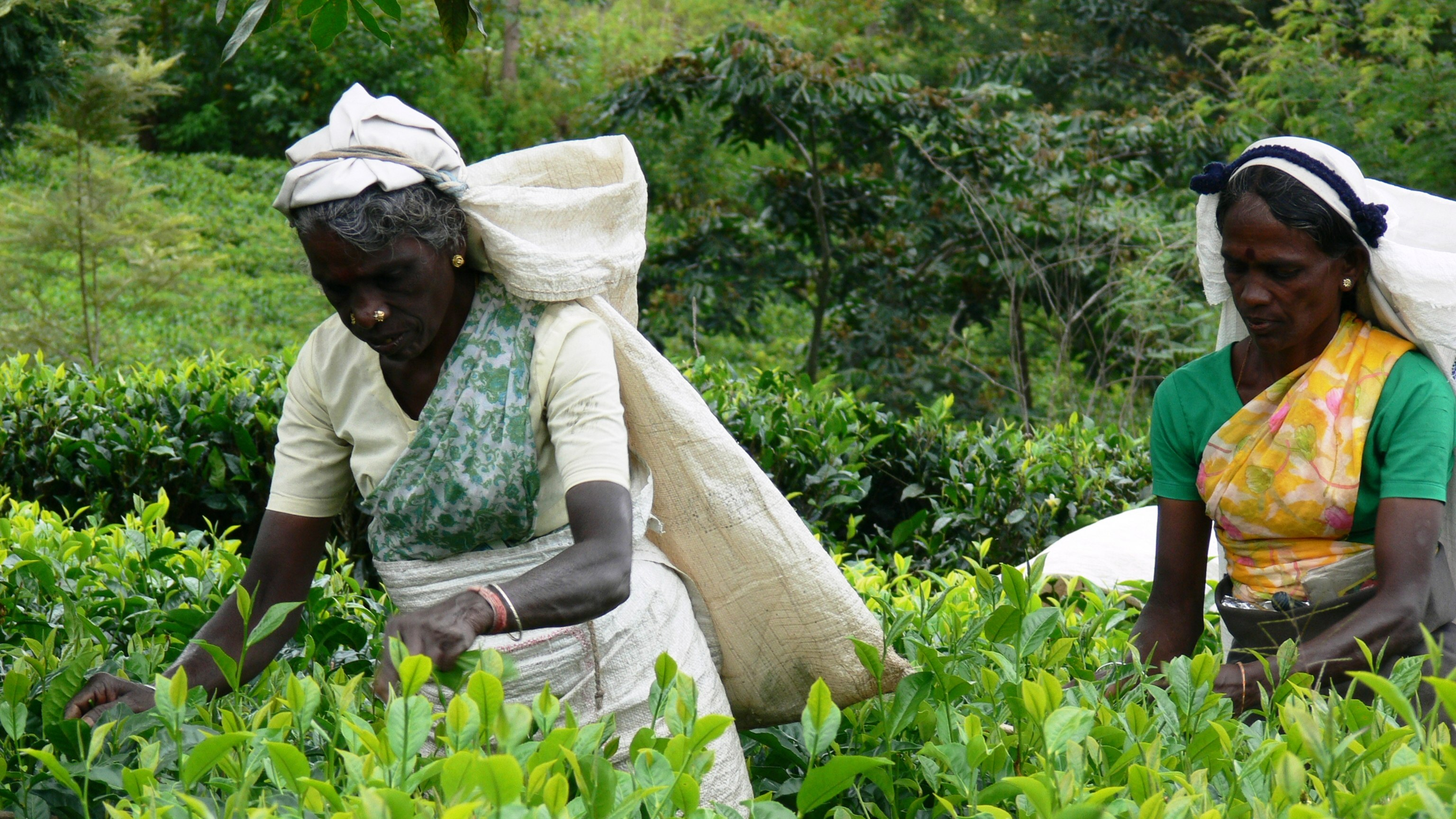
Cueilleuses de thé au Sri Lanka.

Des récoltes minimes peuvent commencer de trois à quatre ans après la plantation. On compte quatre à douze années avant qu'un plant ne produise des graines. Afin de ne garder que les plus jeunes feuilles, plusieurs passages sont nécessaires en fonction de la qualité recherchée et du rythme de récolte, un même pied pouvant être récolté de une à quatre fois par an selon le climat et le clone.
On ne récolte que trois à six centimètres environ en haut d'un plan mature c'est-à-dire le bourgeon terminal et les une à trois feuilles suivantes. Ces bourgeons et feuilles sont appelés flushes en anglais, mot qui ne semble pas avoir d'équivalent en français où on parle simplement de bourgeons. Un plant fournira une nouvelle récolte tous les sept à quinze jours pendant la saison de pousse. Les feuilles qui poussent lentement ont tendance à produire des thés plus appréciés.
Du fait de la précision nécessaire à la cueillette, la mécanisation est très peu présente et cette tâche est généralement dévolue à des cueilleurs spécialisés, souvent des femmes.

### Parasites du théier
Les moustiques Helopeltis (en), également dangereux pour le coton, les quinquinas et d'autres espèces végétales, peuvent abîmer les feuilles : les plants sont donc souvent traités aux insecticides.
Certains lépidoptères se nourrissent également des feuilles.
Il existe enfin un certain nombre de maladies du théier (en).